# Удобное (Одесская область)
Удо́бное (укр. Удо́бне) — село в Одесском районе Одесской области Украины. Входит в Маяковскую сельскую общину. 
Расположено на границе с Молдавией в 5,5 км к северо-западу от Днестровского лимана. Ближайшие населённые пункты: сёла Казацкое, Красная Коса, Староказачье.
Рядом с селом расположен одноимённый таможенный контрольно-пропускной пункт.

## История
В 1945 г. Указом ПВС УССР село Ханкишло переименовано в Удобное.
Село упоминается с рассказах писателя Даниила Шехтера, в частности, в рассказе «Дары базарных Дней».